# Yahagi (kryssare, 1942)
Yahagi (矢矧) var en japansk lätt kryssare, som deltog i andra världskriget. Skeppet byggdes mellan 1942 och 1943. Yahagi sjösattes den 25 oktober 1942 och togs i tjänst den 29 december 1943. Hon sänktes i Operation Ten-Go, efter en 105-minuters bombning.